# Arenit
Arenit je typ pískovce, který obsahuje méně než 15 % základní hmoty bez ohledu na typ převládajících zrn. Převládající složkou tohoto typu pískovců jsou psamitická zrna. Označení arenit se používá s přívlastkem definující převládající složení zrn, např. křemenný arenit tvořený hlavně zrny křemene, nebo předponou, např. kalkarenit, který tvoří hlavně zrna vápenců, či jiných uhličitanů.
Arenit lze rozeznat podle nepřítomnosti základní hmoty (matrix) i při pozorování lupou. Lze ho proto charakterizovat jako „čistý pískovec“. I termín arkóza je podle některých názorů nevhodným termínem pro živcové arenity.
Termín arenit pochází z latiny a znamená písek. Jako první termín použil v roce 1903 A. W. Grabau. V pozměněné formě jako synonymum termínu psefit používal termín americký geolog Francis J. Pettijohn.
Arenity vznikají hlavně erozí jiných hornín, nebo redepozicí písku ze šelfu gravitačními proudy. Některé arenity obsahují proměnlivé množství karbonátových částic. Běžně představují masivní nebo lavicovité, střednězrnné pískovce se širokými mezivrstevními spárami a výraznou odlučností.